# Olena Starykowa

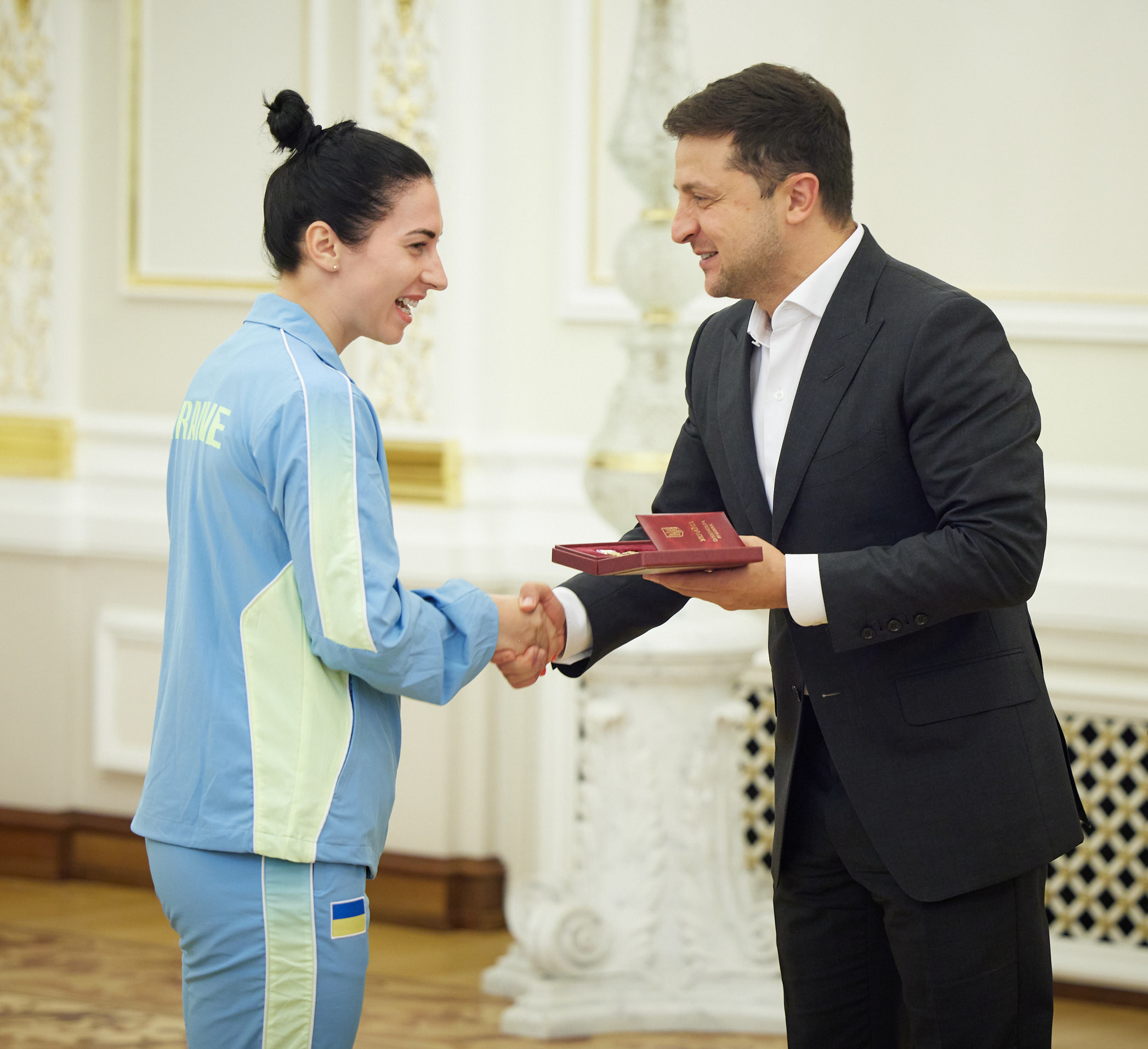
Im August 2021 wurde Starykowa vom ukrainischen Präsidenten Wolodymyr Selenskyj mit dem Orden der Fürstin Olga ausgezeichnet

Olena Wiktoriwna Starykowa (ukrainisch Олена Вікторівна Старикова, englisch Olena Starikova; * 22. April 1996 in Charkiw) ist eine ukrainische Radsportlerin, die auf Kurzzeitdisziplinen auf der Bahn spezialisiert ist.

## Sportliche Laufbahn
2014 belegte Olena Starykowa bei den Junioren-Europameisterschaften den dritten Platz im 500-Meter-Zeitfahren. In den beiden folgenden Jahren errang sie insgesamt vier nationale Titel auf der Bahn.
2017 entschied Starykowa die Gesamtwertung des Bahnrad-Weltcups im Sprint für sich, ohne einen einzigen Lauf gewonnen zu haben. 2018 gewann sie beim Lauf des Weltcups in Berlin das 500-Meter-Zeitfahren für sich. Bei den Europameisterschaften im selben Jahr errang sie zwei Silbermedaillen, eine im Zeitfahren sowie eine weitere im Teamsprint mit Ljubow Bassowa. Erneut gewann sie die Gesamtwertungen des Weltcups in Sprint und Zeitfahren. 2019 wurde sie Vize-Weltmeisterin im Zeitfahren. Jeweils Platz zwei belegte sie bei den Europaspielen 2019 im Zeitfahren sowie bei den Europameisterschaften im Sprint.
Bei den Olympischen Sommerspielen 2020 in Tokio gewann sie 2021 beim Bahnsprint der Frauen die Silbermedaille, bei den folgenden Europameisterschaften Silber im Keirin. Im selben Jahr belegte sie bei der UCI Track Champions League Rang fünf in der Gesamtwertung der Kurzzeitdisziplinen. 2022 errang sie bei den Europameisterschaften Silber im Zeitfahren und Bronze im Keirin und wurde Sechste der UCI Track Champions League.

## Erfolge
2014
- Junioren-Europameisterschaft – 500-Meter-Zeitfahren

2015
- Ukrainische Meisterin – Teamsprint (mit Ljubow Bassowa)

2016
- Ukrainische Meisterin – Keirin, Sprint, 500-Meter-Zeitfahren

2017
- Bahnrad-Weltcup 2016/17 – Gesamtwertung Sprint

2017
- Weltcup in Santiago de Chile – Sprint, Teamsprint (mit Ljubow Bassowa)
- Europameisterin (U23) – Sprint
- Europameisterschaft (U23) – 500-Meter-Zeitfahren
- Ukrainische Meisterin – 500-Meter-Zeitfahren

2018
- Weltcup in Berlin – 500-Meter-Zeitfahren
- Europameisterschaft – 500-Meter-Zeitfahren, Teamsprint (mit Ljubow Bassowa)
- Ukrainische Meisterin – Sprint, Keirin, 500-Meter-Zeitfahren, Teamsprint (mit Ljubow Bassowa)

2019
- Bahnrad-Weltcup 2018/19 – Gesamtwertung Sprint, 500-Meter-Zeitfahren
- Weltmeisterschaft – 500-Meter-Zeitfahren
- Europaspiele – 500-Meter-Zeitfahren
- Ukrainische Meisterin – Sprint, 500-Meter-Zeitfahren, Teamsprint (mit Ljubow Bassowa, Daryna Martinjuk und Oleksandra Lohwynjuk)
- Europameisterschaft – Sprint

2020
- Europameisterin – Keirin
- Europameisterschaft – Sprint, Teamsprint (mit Ljubow Bassowa und Oleksandra Lohwynjuk)

2021
- Olympische Sommerspiele 2020/Radsport – Sprint Bahn (Frauen) – Sprint
- Europameisterschaft – Keirin

2022
- Europameisterschaft – 500-Meter-Zeitfahren
- Europameisterschaft – Keirin